# The Good, the Bad & the Live
The Good, the Bad & the Live — вініловий бокс-сет американського хеві-метал гурту Metallica. Він був випущений 7 травня 1990 року, включаючи чотири сингли та два EP

## Фон
Звукозаписна компанія буде стверджувати, що є люди, які займаються колекціонуванням різних версій, сформованих дисків і лайна, то чому б нам не зробити його доступним для людей, які зацікавлені в отриманні цього матеріалу? У будь-якому випадку, виникла ідея цього лайна, і ми вирішили піти разом з цим
- Ларс Ульріх, 1990

## Елементи Box сету
- «Jump in  the Fire»
- «Creeping Death»
- The $5.98 E.P. — Garage Days Re-Revisited
- «Harvester of Sorrow»
- «One»
- The Six and a Half Year Anniversary E.P.

### Трек-листальбому The Six and Half Year Anniversary EP
Усі треки записані наживо в Сіетлі, штат Вашингтон.
1. «Harvesster of Sorrow»
2. «One»
3. «Breadfan» (обкладинка Budgie)
4. «Last Caress» (кавер на The Misfits; прихований трек)